# بال‌هایت را بگشا
بال‌هایت را بگشا (به انگلیسی: Spread Your Wings) ترانه از کوئین، گروه راک بریتانیایی است. این ترانه که به صورت تک‌آهنگ هم منتشر شد، در آلبوم سال ۱۹۷۷ گروه به نام اخبار جهان قرار داشت. این ترانه توسط جان دیکن نوازنده گیتار بیس گروه نوشته شده است. یک اجرای زنده از این ترانه در آلبوم سال ۱۹۷۹ گروه به نام قاتلین زنده منتشر شد. این ترانه در جدول تک‌آهنگ‌های بریتانیا رتبه ۳۴ را از آن خود کرد. اشعار این ترانه مربوط به یک پسر مشکل‌دار جوانی به نام سامی است که در امرلند بار کار می‌کند و کف زمین را جارو می‌کشد، راوی داستان (فردی مرکوری) سامی را تشویق می‌کند که بدنبال رویاهای خود برود و به او می‌گوید که «بال‌هایت را بگشا و در دوردست‌ها پرواز کن»